# Pfarrkirche Stallhofen

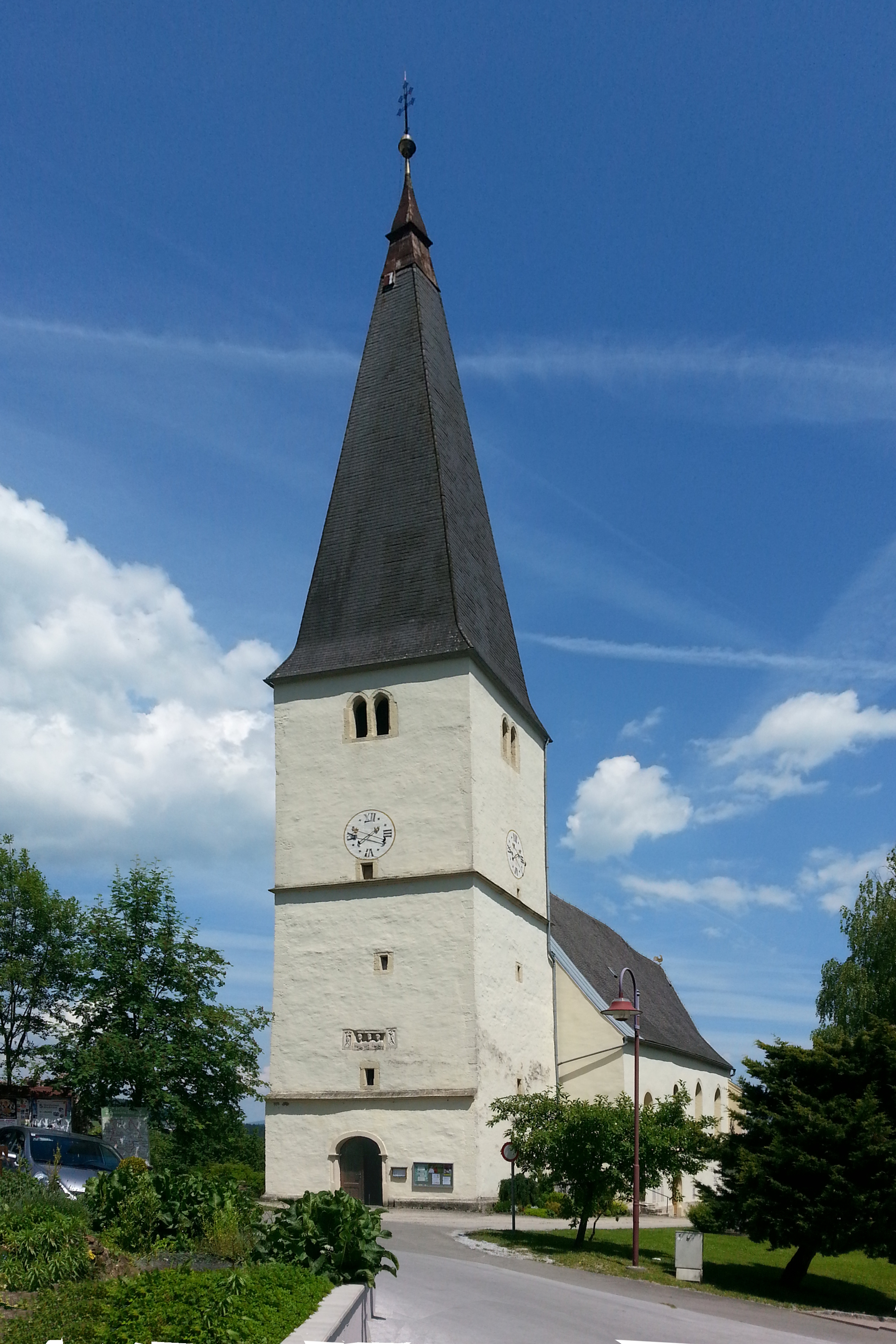
Die Pfarrkirche im Juni 2013

Die Kirche hl. Nikolaus ist die römisch-katholische Pfarrkirche der Marktgemeinde Stallhofen in der Weststeiermark. Ihre Geschichte führt bis in die Mitte des 13. Jahrhunderts zurück.

## Geschichte
Die erste urkundliche Erwähnung der Kirche stammt aus dem Jahr 1245. Der heutige Chor wurde 1520 errichtet. Gleichzeitig kam es zu einem Umbau des Kirchenschiffes. Die Kirche war bis 1786 dem Stift St. Lambrecht inkorporiert. Eine Restaurierung der Außenseite fand 1931 und eine Renovierung des Kircheninnenraumes 1974 statt.

## Beschreibung

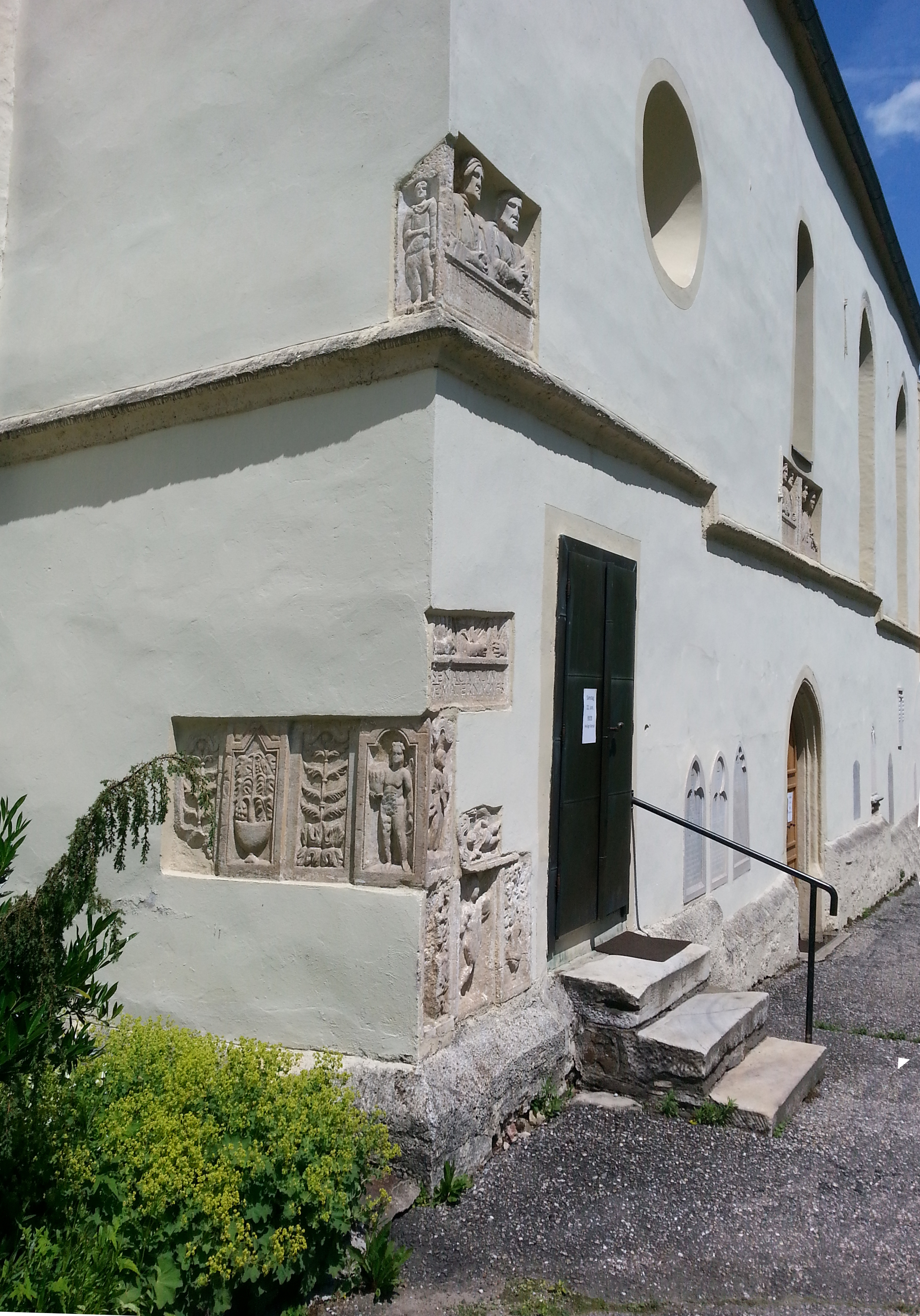
Blick auf die Südseite der Kirche mit eingemauerten, spätrömischen Reliefsteinen

Der mächtige gotische Kirchturm steht im Westen der Kirche und hat einen Spitzhelm. In diesem Turm hängen fünf Glocken, darunter eine – die vierte – mit dem Ton b' aus dem Jahr 1763, gegossen von Johann Wodick in Graz. Die größte Glocke mit dem Ton es' lieferte 1923 die Gießerei Böhler-Uddeholm. Sie stellte in der Zwischenkriegszeit Glocken aus Gussstahl her, die im Gegensatz zu Bronzeglocken im Zweiten Weltkrieg nicht abgeliefert werden mussten. Die übrigen drei Glocken mit den Tönen ges‘, g‘ und c‘‘ goss Ernest Szabó 1950 in Graz. Die Turmhalle wird von einem Kreuzrippengewölben überspannt. Das westliche Kirchenportal hat einen gedrückten Kielbogen und ist wie das Spitzbogenportal an der Südseite verstäbt. An der westlichen Außenseite sind zwei romanische Löwen aus Stein eingemauert, die Menschen in ihren Pranken halten. Die Außenseite des Chores hat mehrfach abgetreppte Strebepfeiler. An einem der südlichen Strebepfeiler steht die Jahreszahl 1520. An der Außenmauer der Sakristei ist ein mit Wappen versehener Gedenkstein aus der Renaissance, der Zeit nach der Mitte des 16. Jahrhunderts, für Jakob Schmalzl und Ruep Nusspaum angebracht. Des Weiteren sind insgesamt 21 spätrömische Reliefsteine, die zum Teil figural gestaltet sind und aus dem 1. und 2. Jahrhundert stammen, in die Kirchenaußenseite eingemauert.
Das im Kern romanische, vierjochige Kirchenschiff wird von einem spätgotischen Stichkappentonnengewölbe überspannt, das auf eingestellten, spätgotischen Strebepfeilern mit kräftigen Halbrunddiensten ruht. Die Gewölberippen wurden entfernt. Einer der Strebepfeiler an der südlichen Wand trägt das Wappen der Grafen von Montfort. Der zweijochige Chor ist etwas schmäler als das Langhaus und hat einen Dreiachtelschluss. Er wird von einem auf Konsolen ruhenden Netzrippengewölbe mit Dreiparallelrippen überwölbt. Die Konsolen sind teilweise mit Wappenschilden verziert. Den Chor trennt ein eingeschnürter und profilierter, spitzbogiger Fronbogen vom Langhaus. Die Jahreszahlen 1788 und 1974 am Fronbogen weisen auf Restaurierungsarbeiten hin. In der gesamten Kirche findet man zweibahnige Fenster aus der Zeit der Gotik, im Chor noch mit Maßwerk. Der Großteil der Fensterscheiben wurde 1931 in der Wiener Glasmalerei Rudolf Nagl gefertigt. Die hölzerne, aus der zweiten Hälfte des 19. Jahrhunderts stammende Empore ist im westlichen Teil des Langhauses eingebaut und ruht auf zwei schlanken Pfeilern aus Gusseisen.
Auf dem neogotischen Hochaltar stehen mehrere Statuen, die teilweise 1878 von Jakob Gschiel geschaffen wurden. Ebenfalls neugotisch sind zwei Hängeleuchten aus dem Ende des 19. Jahrhunderts im Chor. Die drei neobarocken Seitenaltäre stammen aus der Zeit um 1870 bis 1880. Der in das Jahr 1502 datierte, achtseitige Taufstein hat einen aus der Zeit um 1700 stammenden Aufsatz aus Holz. Die barocke Orgel wurde im 19. Jahrhundert verändert; ein Teil des Gehäuses stammt aus den Jahren 1700 und 1752. In der Kirche befindet sich ein überlebensgroßes, aus dem 18. Jahrhundert stammendes, barockes Kruzifix sowie eine aus der Mitte des 18. Jahrhunderts stammende Statue des heiligen Nikolaus. Zur weiteren Ausstattung gehören im Kirchenschiff ein barockes Bild der Verkündigung des Herrn sowie im Jahr 1868 von Johann Schaar gemalte Kreuzwegstationen. Ein 1883 von August Kraus gemaltes Bild in der Turmhalle stellt den heiligen Franziskus dar, ein weiteres Gemälde die heilige Anna. Neben diesen beiden Bildern befinden sich zwei aus Marmor gefertigte und auf das Jahr 1555 datierte Tafeln mit den Zehn Geboten sowie ein Renaissancebogen mit dem Credo in der Turmhalle.